# Старий Пузнув
Старий Пузнув (пол. Stary Puznów) — село в Польщі, у гміні Гарволін Ґарволінського повіту Мазовецького воєводства.
Населення — 349 осіб (2011).
У 1975-1998 роках село належало до Седлецького воєводства.

## Демографія
Демографічна структура станом на 31 березня 2011 року:
|          | Загалом | Допрацездатний вік | Працездатний вік | Постпрацездатний вік |
| -------- | ------- | ------------------ | ---------------- | -------------------- |
| Чоловіки | 171     | 40                 | 116              | 15                   |
| Жінки    | 178     | 46                 | 100              | 32                   |
| Разом    | 349     | 86                 | 216              | 47                   |